# Kristján Þór Júlíusson
Kristján Þór Júlíusson (Dalvík, 15 luglio 1957) è un politico islandese.
Júlíusson è un membro dell'Alþingi e l'attuale ministro della pesca e dell'agricoltura. Ha conseguito lauree in islandese, letteratura e insegnamento presso l'Università d'Islanda, ma la maggior parte della sua formazione ha riguardato la marineria. È timoniere e capitano certificato e ha lavorato in quel campo per diversi anni. È sposato con Guðbjörg Ringsted e hanno quattro figli; María, Júlíus, Gunnar e Þorsteinn.
Nel 1986 è diventato sindaco di Dalvík per il Partito dell'Indendipenza ed è rimasto in carica fino al 1994, quando si è trasferito a Ísafjörður dove ha assunto la carica di sindaco fino al 1997. Nelle elezioni municipali del 1998 si è candidato alla carica di Akureyri e da allora è stato accreditato per l'accresciuto sostegno al Partito dell'Indipendenza ad Akureyri a spese del Partito Progressista, che era stato per decenni il più potente di Akureyri. Dal 1998 al 2006 Kristján è stato a capo di una coalizione tra il Partito dell'Indipendenza e il Partito Progressista, ma nel periodo attuale il Partito dell'Indipendenza forma una coalizione con l'Alleanza socialdemocratica.
Nel gennaio 2007 si è dimesso da sindaco di Akureyri per candidarsi a un seggio ad Alþingi, in cui ha vinto.